# متكيسة رئوية فأرية
المتكيسة الرئوية الفأرية (باللاتينية: Pneumocystis murina) هي فطر من جنس المتكيسة الرئوية، يوجد في فئران المختبر.